# Corchorus cinerascens
Corchorus cinerascens är en malvaväxtart som beskrevs av Defl.. Corchorus cinerascens ingår i släktet Corchorus och familjen malvaväxter. Inga underarter finns listade i Catalogue of Life.